# Радичини
Радичини (пол. Radyczyny) — село в Польщі, у гміні Пшикона Турецького повіту Великопольського воєводства.
Населення — 140 осіб (2011).
У 1975-1998 роках село належало до Конінського воєводства.

## Демографія
Демографічна структура станом на 31 березня 2011 року:
|          | Загалом | Допрацездатний вік | Працездатний вік | Постпрацездатний вік |
| -------- | ------- | ------------------ | ---------------- | -------------------- |
| Чоловіки | 67      | 15                 | 36               | 16                   |
| Жінки    | 73      | 13                 | 34               | 26                   |
| Разом    | 140     | 28                 | 70               | 42                   |